# James Harvey Symington
James Harvey Symington (* 28. August 1913 in Neche, North Dakota, USA; † 23. April 1987 in Rochester, Minnesota) war ein US-amerikanischer Farmer und von ca. 1971 bis zu seinem Tod Leiter der Raven-Brüder.

## Leben
Symington war von Beruf Schweinezüchter. Als James Taylor jun., der damalige Leiter der Raven-Brüder, 1970 mit Ehebruchsvorwürfen konfrontiert wurde, stellte Symington sich uneingeschränkt auf seine Seite und wurde von Taylor offenbar zu seinem Nachfolger bestimmt. Nach Taylors Tod konnte er sich bald gegen seine Konkurrenten W. Bruce Hales (Taylors Schwiegersohn) und James Taylor III. (Taylors Sohn) durchsetzen. Er gab seine Farm auf und zog in die Stadt Neche.
Symington baute die Autorität des „weltweiten Führers“ weiter aus, indem er die Raven-Gemeinden in Bezirke (divisions) und Unterbezirke (sub-divisions) einteilte, innerhalb deren ein regelmäßiger Austausch (interchange) stattzufinden hatte. Als weltweite Einheitssprache in allen Gemeinden wurde das Englische eingeführt, da Gott dieses benutzt habe, um „die Wahrheit wiederherzustellen und aufrechtzuerhalten“. Private Entscheidungen wie Hochzeiten oder Umzüge bedurften – ebenso wie gemeindliche Zuchtmaßnahmen – Symingtons Erlaubnis. Jede höhere Schulbildung lehnte er ab.
Symington litt an Diabetes, der gegen Ende seines Lebens zur Erblindung führte. Außerdem war er auf ein Dialysegerät angewiesen. Er starb in einem Krankenhaus in Rochester und wurde in Minneapolis begraben. Sein Nachfolger als Leiter der Raven-Brüder wurde der Australier John Stephen Hales.
Symingtons „Dienst“ (Vortrags- und Konferenzmitschriften) wurde wie der seiner Vorgänger Raven, Taylor sen. und Taylor jun. in einer Serie von Büchern veröffentlicht.